# Balbínova poetická strana

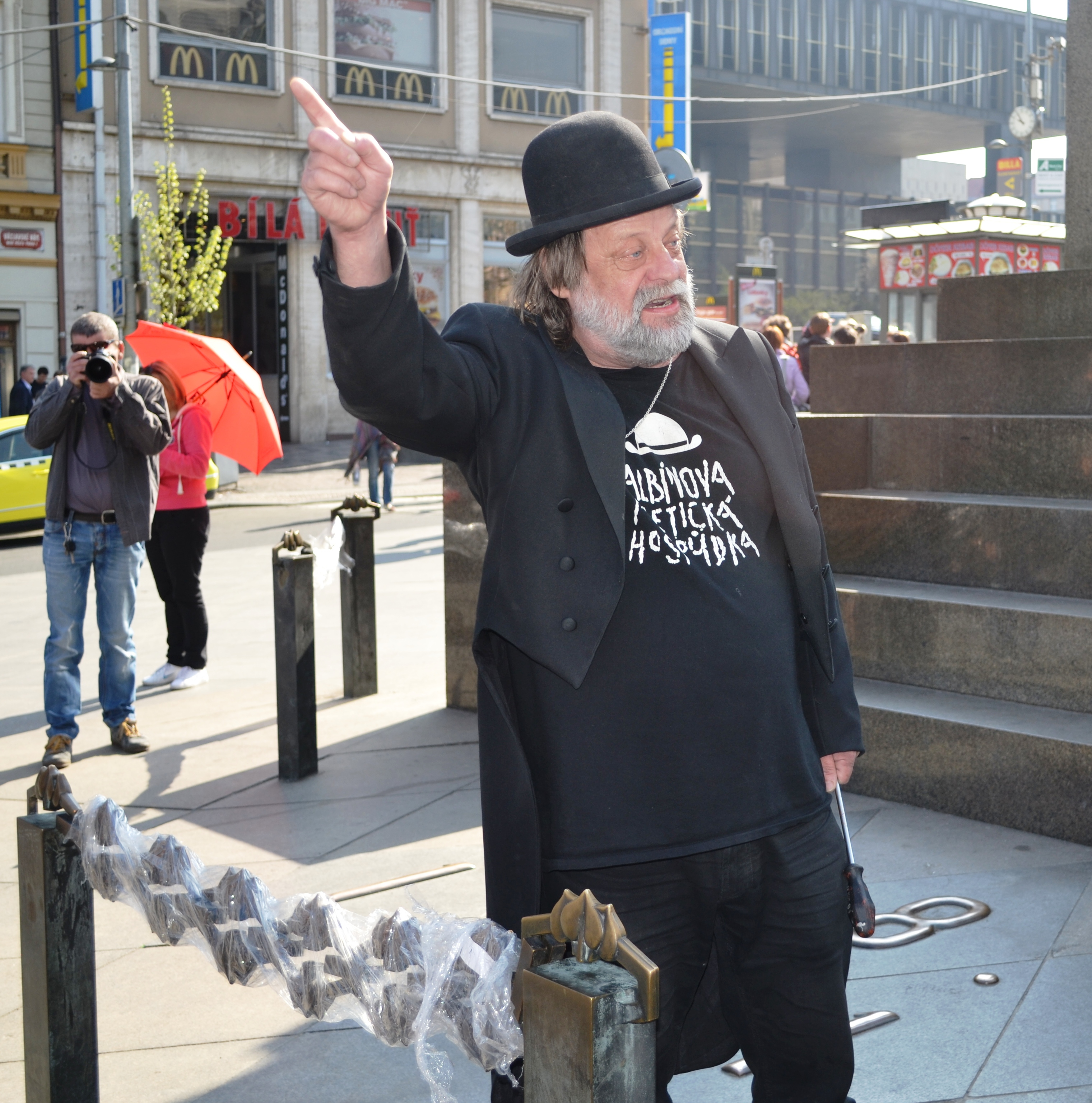
Jiří Hrdina, geniální guvernér, během protestu proti instalaci řetězu kolem sochy sv. Václava na Václavském náměstí v Praze v dubnu 2013

Balbínova poetická strana (zkratka BPS) je česká politická strana s recesistickým zaměřením, která se hlásí k odkazu Bohuslava Balbína, jezuitského kněze a vlastence. Stranu založila v roce 2002 malá skupinka recesistů z vinohradské Balbínovy poetické hospůdky. Majitelem hospody a zároveň lídrem Balbínovy poetické strany a jejím neodvolatelným, doživotním a dědičným geniálním guvernérem je Jiří Hrdina. Podle stanov má strana nejvýše pět členů, jimiž jsou geniální guvernér (Jiří Hrdina), pokladník (Petr Borka), nezávislý tiskový mlčící mluvčí (Ivan Fried), první dáma (Monika Kuchtová) a jeden člen inkognito, přičemž všechny funkce jsou dědičné. Členové strany s výjimkou geniálního guvernéra mají stanovami zakázáno za stranu kandidovat.
Předsednictvo strany může podle stanov zřizovat „Mládež BPS“. Členství může získat každá fyzická osoba, která o to požádá, bez ohledu na věk, velikost, pohlaví, barvu pleti, státní příslušnost, politické či náboženské přesvědčení. Členství vzniká dnem, kdy předsednictvo strany vystaví dekretální diplom, a opravňuje k užívání titulu Mladý balbínovec (MB). Zájemci o členství mohou zřizovat na základě žádosti alespoň dvou zájemců o členství kluby mládeže BPS potvrzené dekretálním diplomem od předsednictva strany, v čele klubu stojí Vrchní Balbín klubu. Členství v Mládeži Balbínovy poetické strany je doživotní, nezrušitelné a dědičné. Členem nesmí být žádná svině: pokud o sobě člen Mládeže BPS zjistí, že je svině, je povinen se sám z MBPS vyloučit a tuto skutečnost oznámit předsednictvu: jiným způsobem vyloučen být nemůže.
Strana stála za billboardy negativní kampaně zesměšňujícími Miroslava Kalouska, kterého si vybrala proto, že (jak řekl geniální guvernér strany Jiří Hrdina v rozhovoru v MF Dnes) „on je pro nás prototypem politiků, kteří dle našeho názoru v politice nemají místo (…) a svojí politickou prostitucí, hrabivostí a falešností nahání rozčarované občany zpět do náruče zatím nicnedělajících komunistů“. Na konci roku 2012 na sebe strana upozornila podobným způsobem a to když vylepila billboardy, na kterých byl prezidentský kandidát Jan Fischer vyobrazen v uniformě milicionáře a s textem „V KSČ byl, ale v Lidových milicích ne?“ a „Věrni zůstaneme“. Strana uvedla, že onen prezidentský kandidát prý do LM doopravdy vstoupil, mluvčí Jana Fischera řekla mediím, že „billboardy sice porušují zákon, ale Jan Fischer na ně zatím nebude reagovat“.
I přes svůj charakter má strana jakýsi stručný program, který nese název BalbíNew Deal, jehož hlavními body jsou změna volebního systému do Parlamentu ČR, zjednodušení podnikání, zavedení rovné daně, omezení stánkového prodeje, léky hrazené státem, omezení kamionové dopravy či školné na vysokých školách. Volební program není formulován jako recese.
Ve volbách do Poslanecké sněmovny Parlamentu České republiky v roce 2006 získala strana 6897 hlasů, tj. 0,12 %. V roce 2010 strana nekandidovala. V roce 2013 kandidoval Jiří Hrdina za Úsvit přímé demokracie Tomia Okamury.
V roce 2017 byla straně Úřadem pro dohled nad hospodařením politických stran a politických hnutí udělena pokuta dle zákona o politických stranách za nedodržení pravidel o hospodaření.